# レシチョヴォ
座標: 北緯42度21分 東経24度7分 / 北緯42.350度 東経24.117度

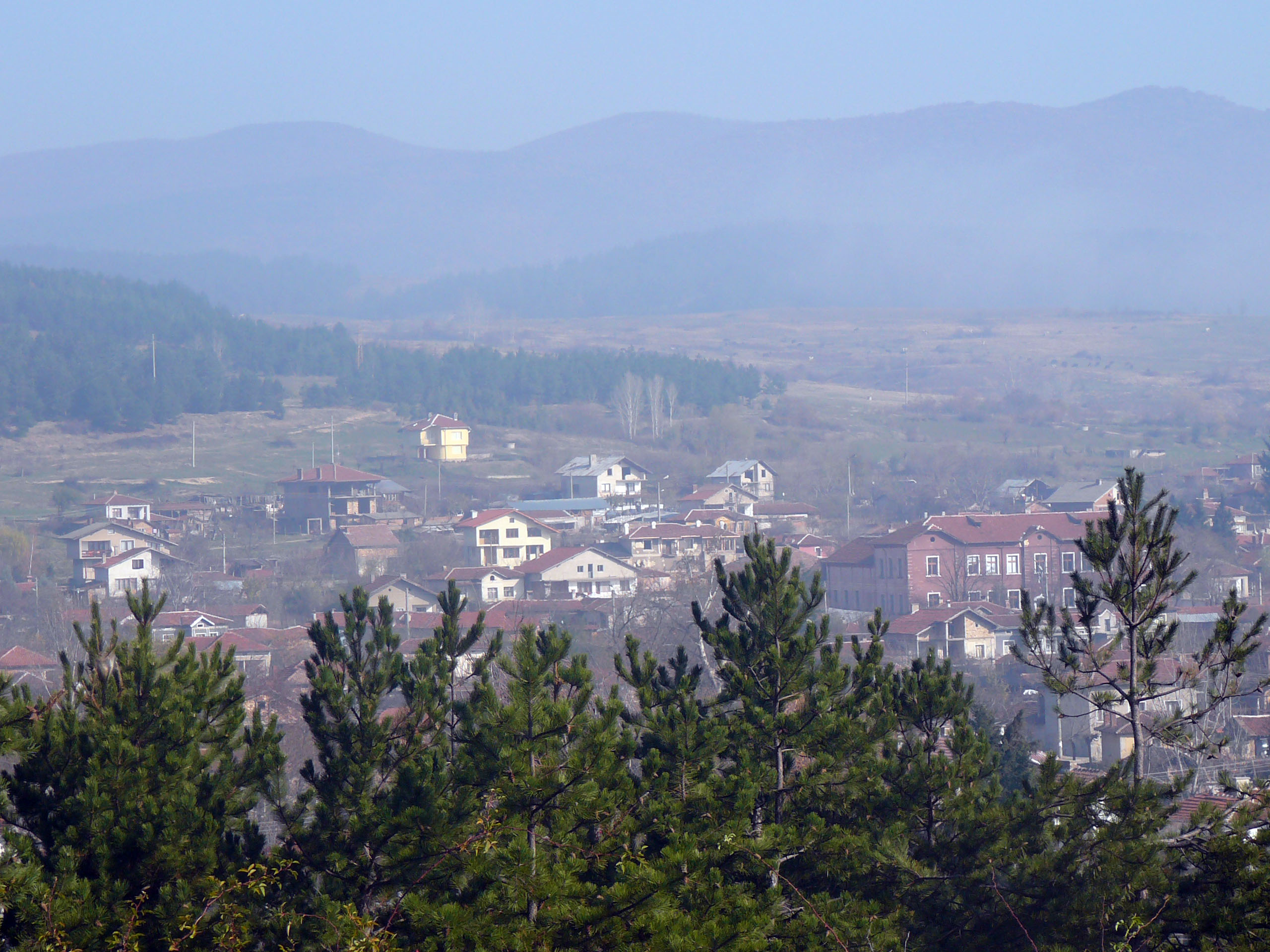
レシチョヴォ
Лесичовоレシチョヴォ ブルガリア内のレシチョヴォの位置

レシチョヴォ（Белово / Belovo）はブルガリア南西部の町、およびそれを中心とした基礎自治体。パザルジク州に属する。市内をトポルニツァ川が流れる。

## 町村
レシチョヴォ基礎自治体（Община Лесичово）には、その中心であるレシチョヴォをはじめ、以下の町村（集落）が存在している。
- Боримечково
- Динката
- Калугерово
- Лесичово

- Памидово
- Церово|
- Щърково

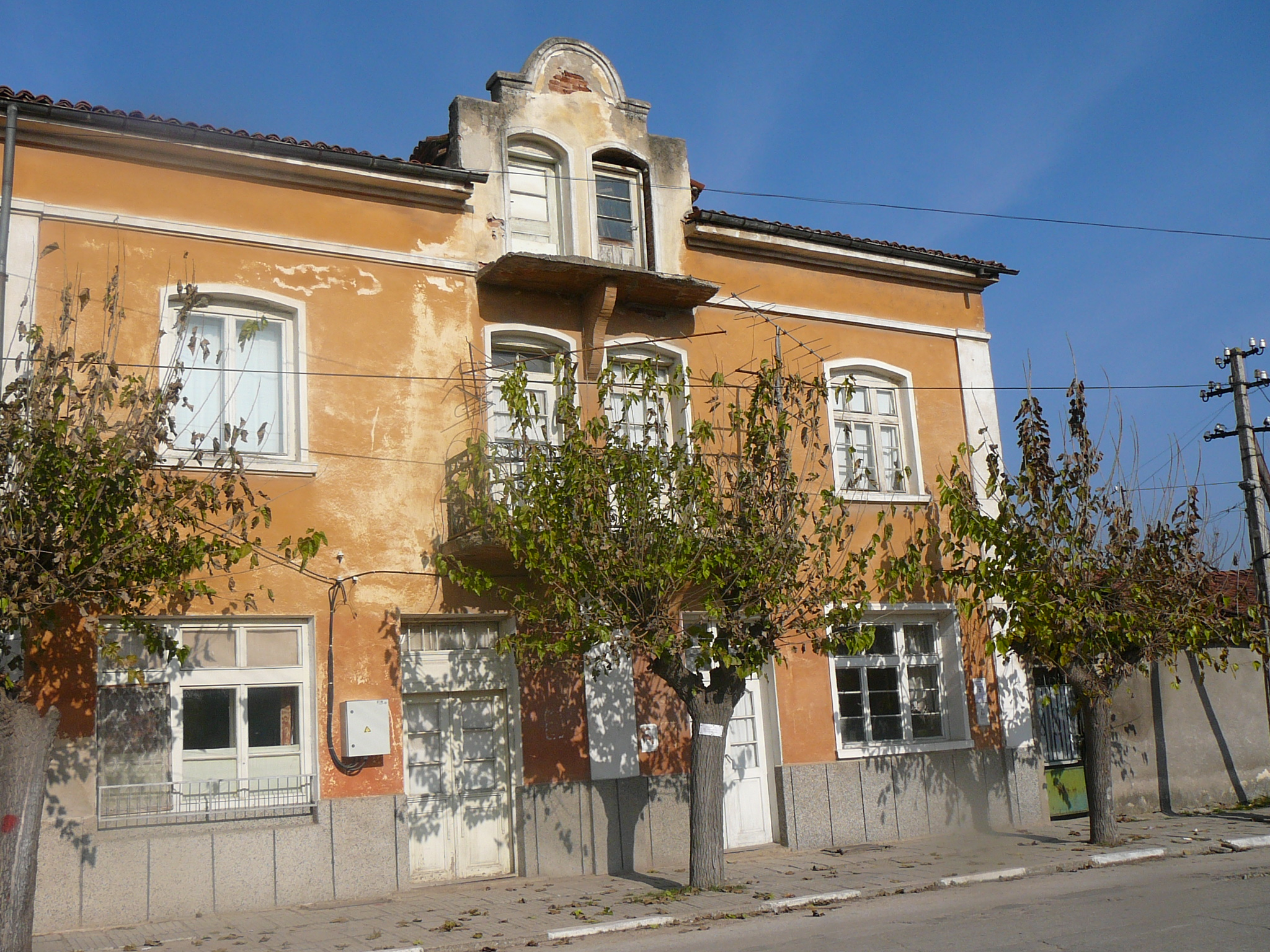
レシチョヴォ市役所
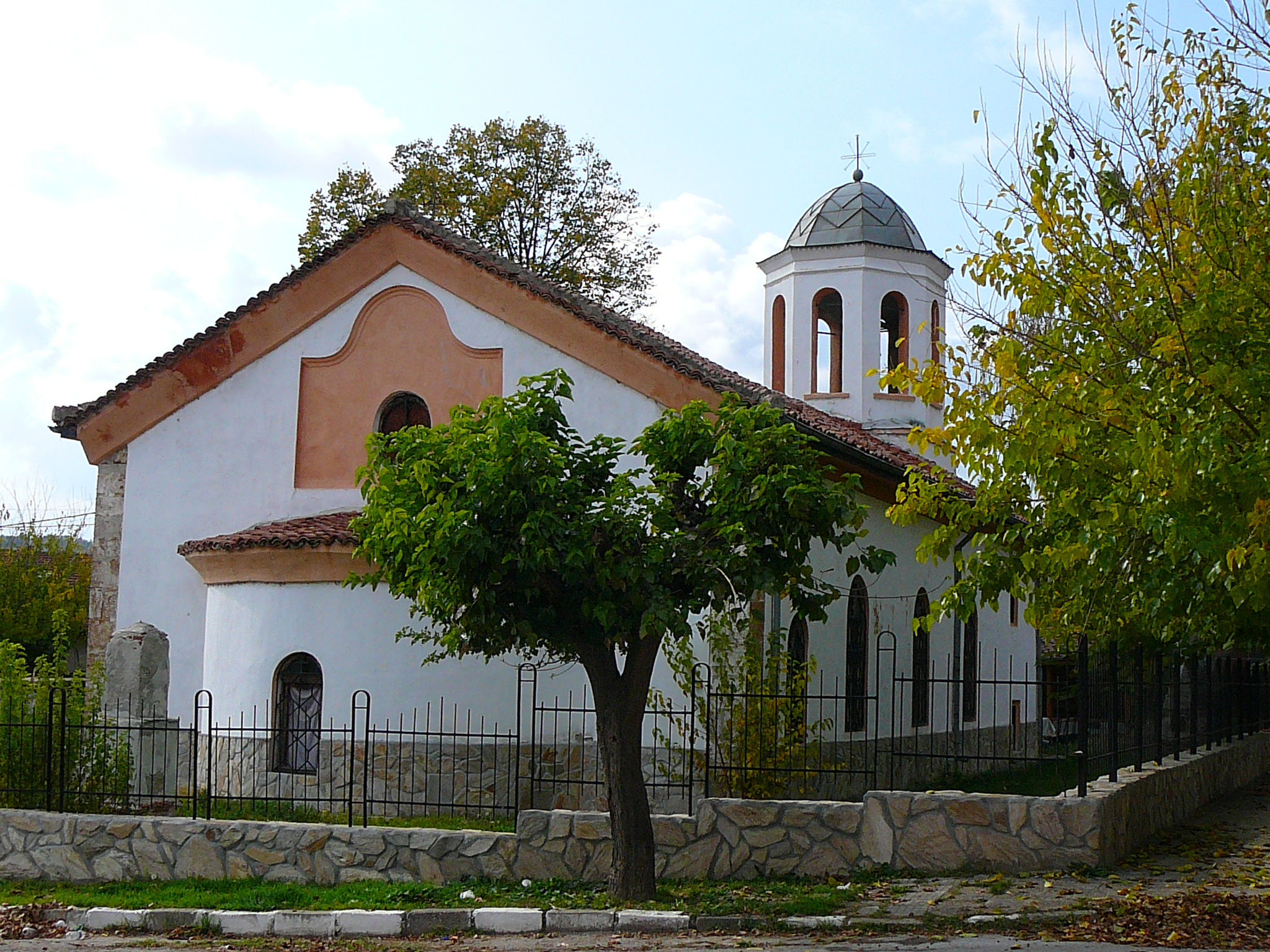
聖ディミタル聖堂
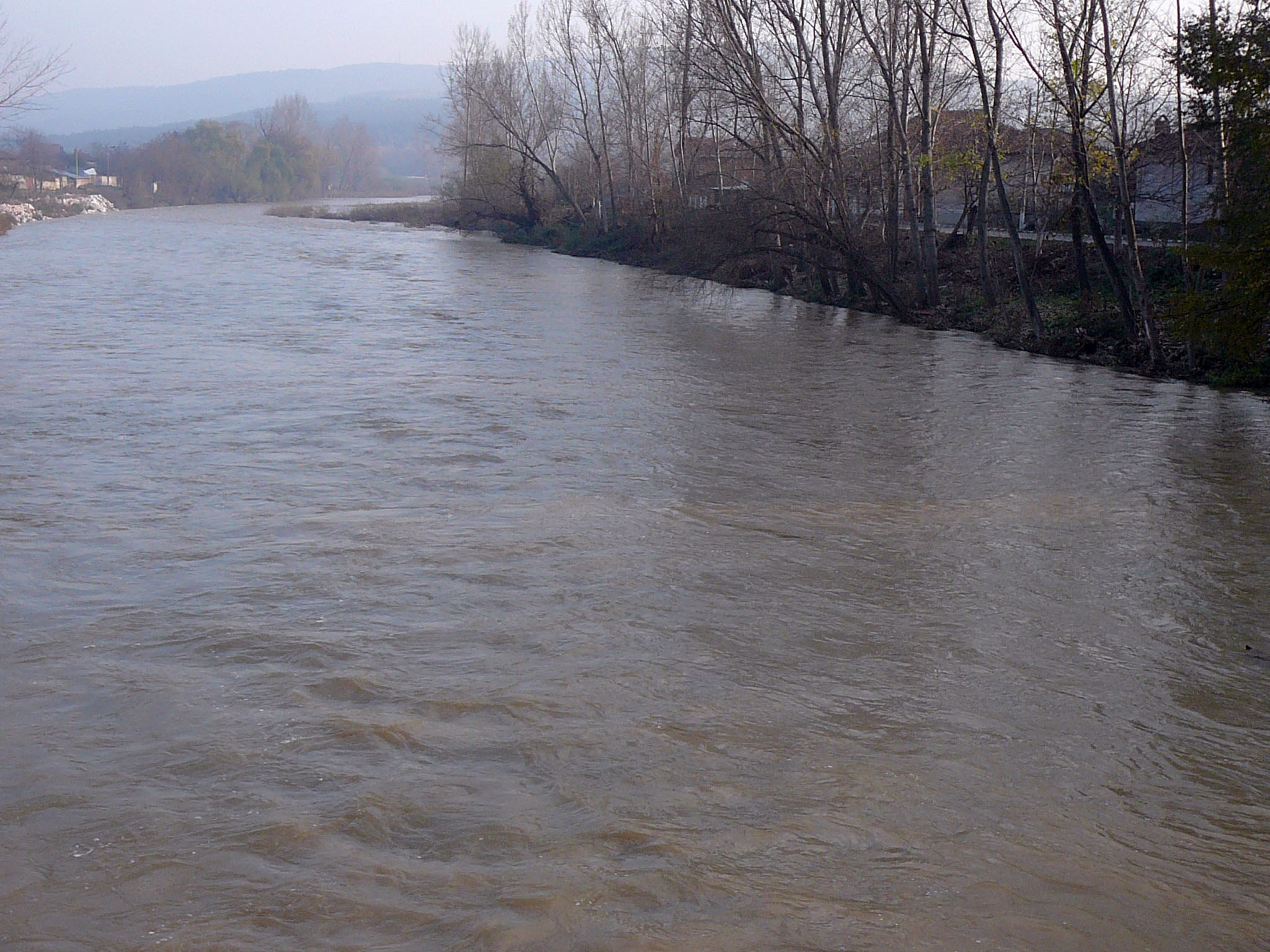
トポルニツァ川
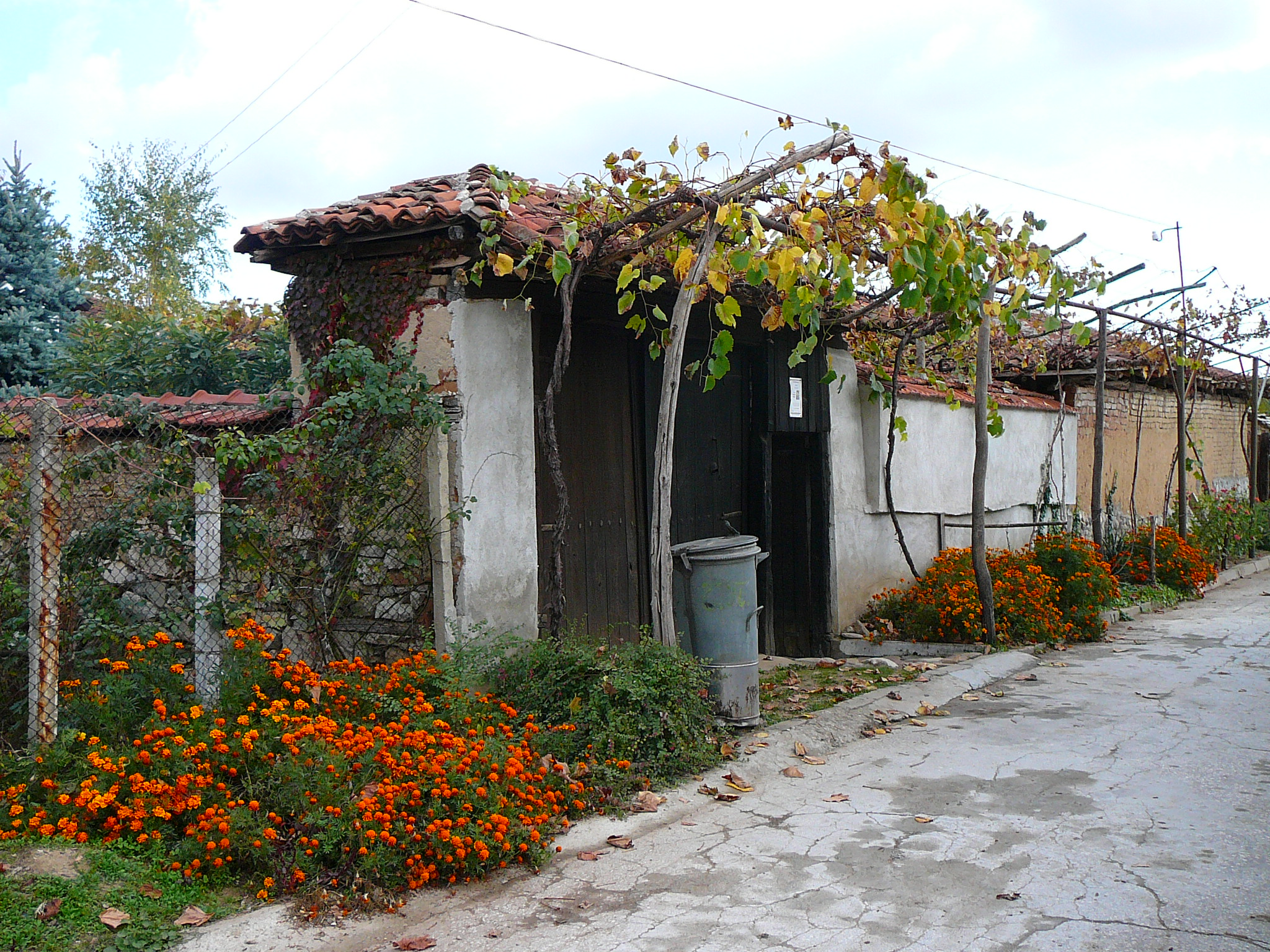
民家
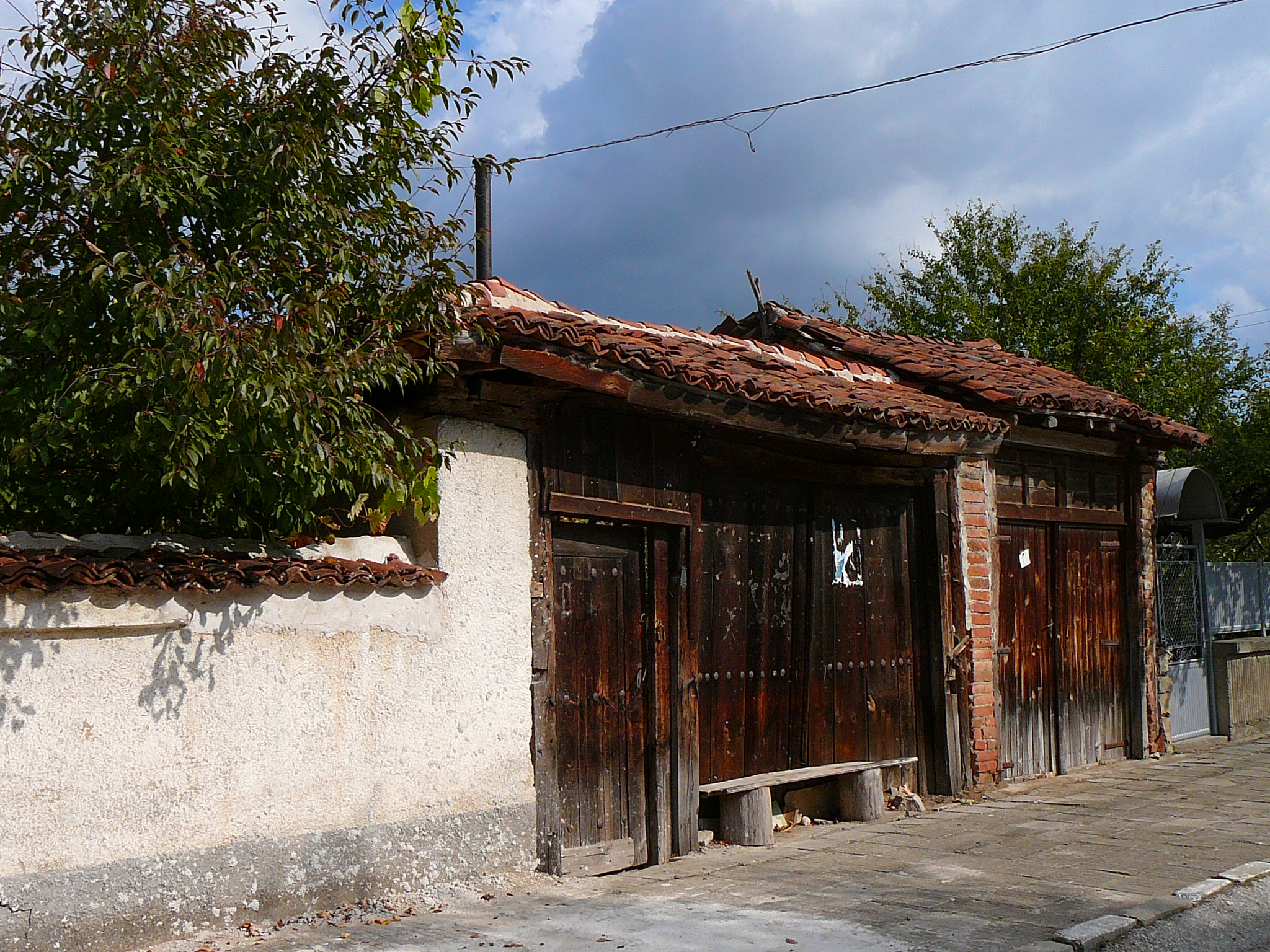
民家